# Grundschrift
Грундшрифт (нем. Grundschrift) — упрощенная форма шрифта, принятая гамбургскими школами, в настоящее время она одобрена немецким Национальным союзом учителей начальных классов. На grundschrift пишут отдельностоящими печатными буквами в отличие от курсива, в которой буквы соединяются вместе.
Цель использования грундшрифта — облегчить переход  от печатного шрифта к индивидуальному хорошо читаемому почерку. Если он будет принят на национальном уровне, то заменит три различных немецких шрифта, которые в настоящее время преподаются в школах: Lateinische Ausgangsschrift (введена в 1953 году), Schulausgangsschrift (1968) и Vereinfachte Ausgangsschrift (1969), обеспечивая стандартизированную систему шрифта в немецких школьных системах.